# Aleksandar Malinow

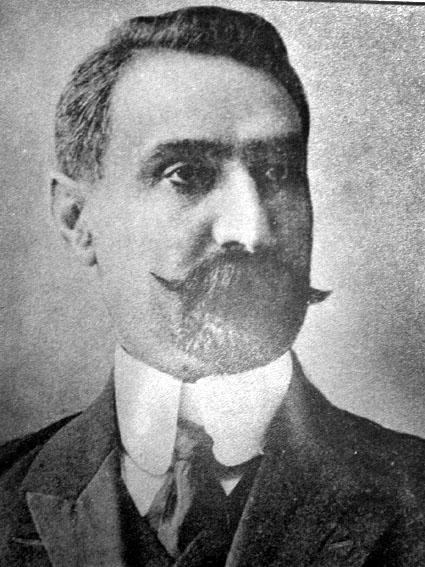
Aleksandar Malinow

Aleksandar Pawlow Malinow (bulgarisch Александър Павлов Малинов; * 3. Mai 1867 in Pandakli, Bessarabien; † 20. März 1938 in Sofia) war ein bulgarischer Politiker und dreimaliger Ministerpräsident (1908–1911 und kurz jeweils 1918 und 1931).

## Biographie

### Studium und berufliche Laufbahn
Malinow absolvierte das Bolgrader Gymnasium und schloss 1891 ein Studium der Rechtswissenschaften an der Universität Kiew ab. Im Anschluss daran war er als Staatsanwalt und später als Rechtsanwalt in Plowdiw tätig.

### Abgeordneter, Parteivorsitzender und Parlamentspräsident
1901 wurde er erstmals für kurze Zeit zum Abgeordneten der Nationalversammlung gewählt, wo er ein knappes Jahr Vertreter der 1896 gegründeten Demokratischen Partei (Demokratičeska Partija) war.
1903 wurde er als Nachfolger von Petko Karawelow zum Vorsitzenden der Demokratischen Partei. Dieses Amt übte er bis zu seinem Tode aus und wurde dann von seinem langjährigen Parteifreund Nikola Muschanow abgelöst.
1908 wurde er erneut zum Abgeordneten der Nationalversammlung gewählt, der er nunmehr von der 14. bis zum Ende der 23. Wahlperiode im Jahr 1934 angehörte.
In seiner letzten Wahlperiode war er vom 15. Oktober 1931 bis zum 18. Mai 1934 auch Präsident der Nationalversammlung.

### Ministerpräsident von 1908 bis 1911 und völlige Unabhängigkeit vom Osmanischen Reich
Am 29. Januar 1908 wurde er vom Fürsten und späteren Zaren Ferdinand I. als Nachfolger von Petar Gudew erstmals zum Ministerpräsidenten des damals noch dem Osmanischen Reich tributpflichtigen Fürstentums Bulgarien ernannt. Während seiner bis zum 29. März 1911 dauernden Amtszeit war er vom 5. September 1909 bis zum 16. März 1911 zugleich auch Außenminister.
Der Aufstand der Jungtürken unter der Führung von Enver Pascha und Talaat Pascha gegen den absolutistisch regierenden Sultan des Osmanischen Reiches, Abdülhamid II., im Juli 1908 führten dazu, dass Fürst Ferdinand und er am 5. Oktober 1908 die völlige Unabhängigkeit vom Osmanischen Reich erklärten und das Zarentum Bulgarien begründeten.
In seiner Amtszeit setzte er einige wenige, aber wichtige Reformen wie die teilweise Abschaffung der Pressezensur durch, die durch die nach ihrem Gründer und Ministerpräsidenten Wassil Radoslawow benannten Liberalen Partei (Liberalna Partija - Radoslavisti) eingeführt wurde. Daneben wurde durch die Einführung der proportionalen Vertretung eine Parlamentsreform durchgesetzt sowie die Möglichkeit der Entlassung von Akademikern ermöglicht. Außerdem wurde kam es 1911, nach 1893 zur Zweiten Änderung der Verfassung von Tarnowo vom 10. April 1911.
Am 29. März 1911 wurde er durch Iwan Geschow als Ministerpräsident abgelöst.

### Ende des Ersten Weltkrieges und Ministerpräsident 1918
Während des Ersten Weltkrieges stand Bulgarien auf der Seite der Mittelmächte. Als sich die Niederlage der Mittelmächte abzeichnete, entließ Zar Ferdinand I. den pro-deutschen Ministerpräsidenten Radoslawow. Am 21. Juni 1918 wurde Malinow als dessen Nachfolger zum zweiten Mal Ministerpräsident und übernahm erneut bis zum 17. Oktober auch das Amt des Außenministers und danach das des Justizministers.
Als Ministerpräsident regierte er mit der Unterstützung der liberalen und der demokratischen Parteien. Sein Versuch der Aushandlung eines Waffenstillstandsabkommens mit den Mächten der Entente blieben jedoch erfolglos, da diese Verhandlungen mit dem bisher pro-deutschen Bulgarien ablehnte. Aus diesem Grund ermutigte er die Armee zur Fortführung der Kampfhandlungen, musste jedoch nach der erfolgreichen Offensive der Entente, die zum Zusammenbruch der Bulgarienfront führte, am 15. September 1918 eine Delegation zum Hauptquartier der Ententemächte Großbritannien und Frankreich senden. Diese Delegation schloss am 29. September tatsächlich den Waffenstillstand von Thessaloniki, den Zar Ferdinand I. als Staatsstreich gegen seine Regierung ansah. Malinow erstattete dem Zaren am 3. Oktober 1918 Bericht über die Bedingungen des Waffenstillstands und brachte ihn schließlich am 4. Oktober zum Thronverzicht, der aus seiner Sicht erfolgreicher für die Zukunft Bulgariens war.
Nach der Besetzung von Dobrudscha durch rumänische Truppen im November trat er schließlich am 28. November 1918 als Ministerpräsident zurück und wurde daraufhin von Teodor Teodorow abgelöst.
Als seine Partei und andere bürgerliche Parteien nach dem Staatsstreich vom 9. Juni 1923 das an die Macht gekommene Regime von Aleksandar Zankow unterstützte, lehnte er diese so genannte Demokratische Allianz ab und zog sich in die Opposition zurück.

### Ministerpräsident 1931
Malinow trat erst 1931 wieder ins Rampenlicht, als es ihm am 29. Juni als Spitzenkandidat der Demokratischen Partei gelang, eine zehnköpfige Regierung des so genannten Volksblocks zu bilden. Während seiner Regierungszeit übernahm er erneut das Amt des Außenministers.
Dieses Parteibündnis, das neben der DP aus der Radikalen Partei, der Nationalliberalen Partei und einem Flügel der Nationalen Bauerunion (Българският земеделски народен съюз) des 1923 ermordeten Ministerpräsidenten Aleksandar Stambolijski bestand, besaß eine Mehrheit von 150 der 283 Sitze in der Nationalversammlung. Allerdings kam es bald zu einer Regierungskrise aufgrund der Weltwirtschaftskrise, die mit Bauernprotesten gegen die Regierung begannen.
Aus dem Grund musste er bereits am 12. Oktober zugunsten seines Parteifreundes Nikola Muschanow zurücktreten.